# مضاض متدلي
المُضاض المتدلي (باللاتينية: Euonymus pendulus) نوع نباتي يتبع جنس المُضاض من الفصيلة الحرابية (باللاتينية: Celastraceae).
ينتشر في منطقة الهيمالايا في شمال باكستان والهند.